# Партія Свободи та Справедливості
Партія Свободи та Справедливості (англ. Liberty and Justice Party) — політична партія в Гаяні. Її лідером є Ленокс Шуман, що обіймає посаду заступника спікера Національної асамблеї з 1 вересня 2020 року.

## Заснування
Партія Свободи та справедливості (ПСС) була заснована 12 січня 2019 року Леноксом Шуманом, колишнім тошао (керівником) Місії Святого Катберта. Хоча партія отримала найбільшу підтримку від корінних виборців, вона прагнула бути інклюзивною для всіх гаянців. У своїй установчій промові Шуман заявив, що ПСС виступатиме проти расової політики та домагатиметься більш ефективних державних послуг.

## Загальні вибори-2020
ПСС брала участь у загальних виборах 2020 року з Шуманом як кандидатом у президенти. У своєму маніфесті під назвою «Стовпи процвітання» партія пообіцяла ініціативи, спрямовані на зростання гаянської економіки та покращення освітніх можливостей. Отримавши 2 657 голосів, вона здобула спільне місце в парламенті завдяки виборчому альянсу з партіями «Нова та об'єднана Гаяна» та «Новий рух». Шуман був обраний депутатом від альянсу. Він також був обраний віцеспікером Національної асамблеї.